# 大阪府立弥生文化博物館
大阪府立弥生文化博物館（おおさかふりつやよいぶんかはくぶつかん）は、大阪府和泉市にある、日本で唯一弥生時代をテーマにした歴史博物館である。

## 概要
史跡公園として整備されている池上・曽根遺跡（国の史跡）は弥生時代の大規模な環濠集落遺跡で、博物館は整備された公園の一画にある。銅鐸、勾玉、鏡、土器などの遺跡出土品をはじめとする各地から集められた弥生文化に関する資料の収集と研究、展示を行っている。
弥生文化の教育普及を目的としており、春秋の企画展や定期的に考古学セミナーを開催している。常設展示では弥生時代の復元建物や推定復元された卑弥呼の館があり、弥生時代の生活や対外交流の様子が紹介されているほか、実物資料やレプリカなどの展示物に触れることや撮影等も可能である。
定期的に「やよいミュージアムコンサート」を開催しているほか、大阪府立近つ飛鳥博物館にも入館できる「年間パスポート」を販売している。
博物館北側に池上・曽根遺跡内に建設された池上曽根遺跡史跡公園、公園北側の道路を挟んで池上曽根弥生学習館がある。

## 施設
- 第1展示室 - 常設展示室
- 第2展示室 - 常設展示室
- 特別展示室
- セミナールーム
- 屋外体験ゾーン - 竪穴建物の発掘と復元の体験
- ホール
- サロン・図書コーナー
- ミュージアムショップ

## 主な展示物
- 卑弥呼の館を中心とする集落の模型
- 水田模型
- 弥生犬模型
- 池上曽根遺跡の神殿の実物柱

## 交通アクセス
- JR 阪和線 信太山駅 徒歩7分
- 南海本線 松ノ浜駅 徒歩18分
- 国道26号沿いにある